# Live Session EP (EP de Papa Roach)
Live Session EP é um EP de três faixas gravadas ao vivo pela banda de rock Papa Roach. 
Foi disponível apenas para download na iTunes Store.

## Faixas
| # | Título                      | Letra por               | Música por               |
| 1 | "Reckless"                  | J. Shaddix / D. Buckner | T. Esperance             |
| 2 | "Scars"                     | J. Shaddix              | T. Esperance             |
| 3 | "Forever" (Versão Acústica) | J. Shaddix / D. Buckner | T. Esperance / J. Horton |

## Créditos
- Jacoby Shaddix - Vocal
- Jerry Horton - Guitarra, vocal de apoio
- Tobin Esperance - Baixo, guitarra, vocal de apoio
- Dave Buckner - Bateria, percussão, vocal de apoio